# Rue Darcet
La rue Darcet est une voie du 17e arrondissement de Paris, en France.

## Situation et accès
La rue Darcet est une voie publique située dans le 17e arrondissement de Paris. Elle débute au 18, boulevard des Batignolles et se termine au 23, rue des Dames.

## Origine du nom
Elle porte le nom des chimistes français Jean Darcet (1724-1801) et Jean-Pierre Joseph Darcet, son fils (1777-1844).

## Historique
Cette rue, ouverte en 1846 sous le nom de « rue de Puteaux », prend en 1854 le nom de « rue du Boulevard » avant de recevoir, par décret du 24 août 1864, le nom de « rue d'Arcet ».
Ce dernier nom a été corrigé en « rue Darcet » par arrêté du 29 mars 1881.
Le 5 août 1918, durant la première Guerre mondiale, un obus lancé par la Grosse Bertha explose au no 1 rue Darcet.

## Bâtiments remarquables et lieux de mémoire

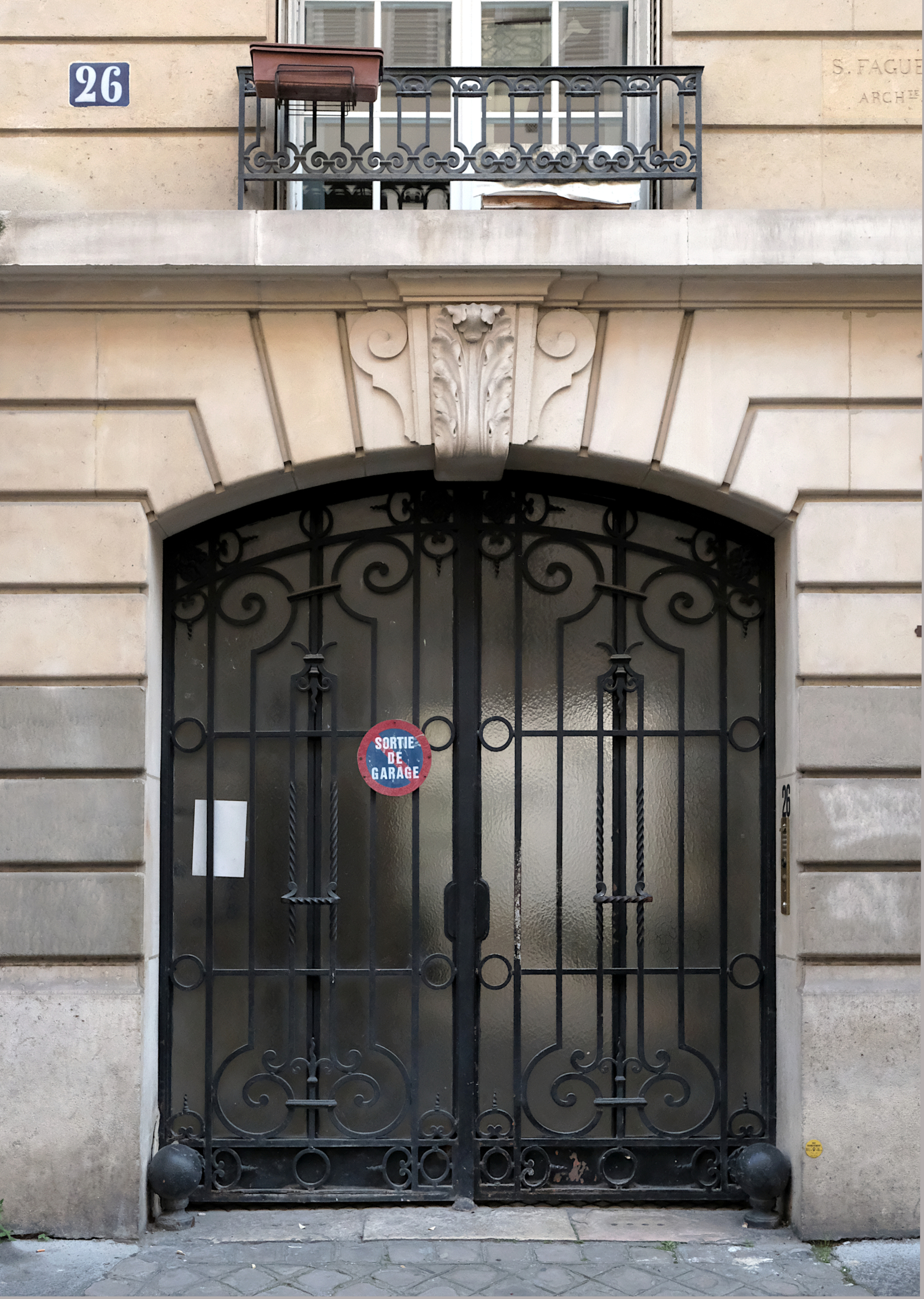
N°26 : immeuble de l'architecte S. Faguer (1904).